# Idaea obtectaria
Idaea obtectaria là một loài bướm đêm trong họ Geometridae.